# Franz-Josef Röder
Franz-Josef Röder, né le 22 juillet 1909 à Merzig et mort le 26 juin 1979 à Sarrebruck, est un homme politique allemand, membre de l'Union chrétienne-démocrate d'Allemagne (CDU).
Élu au Landtag de Sarre en 1955, nommé ministre de l'Éducation par Egon Reinert deux ans plus tard, il est investi ministre-président du Land en 1959, inaugurant un mandat de vingt ans, le plus long de l'histoire régionale.
Au cours de ses années au pouvoir, soutenu par une « grande coalition » avec les sociaux-démocrates, une « coalition noire-jaune » avec les libéraux, et la seule CDU, il réforme le système éducatif, l'administration territoriale, engage la reconversion économique de la Sarre et permet le succès de l'Ostpolitik de Willy Brandt au niveau fédéral.
Il meurt en fonction, un jour après avoir annoncé son prochain retrait de la politique, et est remplacé par Werner Zeyer, qu'il avait désigné comme successeur.

## Biographie

### Jeunesse, formation, carrière
Il étudie les langues romanes et la géographie, matière dans lesquelles il obtient un doctorat, à Fribourg-en-Brisgau, Innsbruck et Münster. Adhérent du Parti national-socialiste des travailleurs allemands (NSDAP) dès 1933, il intègre le corps enseignant et devient membre de la Fédération des professeurs nationaux-socialistes (NSLB), en 1934.
En 1937, il est recruté par l'Office allemand d'échanges universitaires (DAAD).

### Après la Seconde Guerre mondiale
À la suite de la Seconde Guerre mondiale, il travaille comme interprète, jusqu'à sa réintégration dans l'enseignement, en 1948. Il termine sa carrière en tant que directeur des études dans un établissement de l'enseignement secondaire, à Dillingen.

### Débuts politiques
Ayant rejoint l'Union chrétienne-démocrate d'Allemagne après le conflit, il est élu, en 1955 au Landtag de la Sarre, qui constitue alors un protectorat français. Le territoire réintègre l'Allemagne de l'Ouest le 1er janvier 1957 et il fait partie de la délégation qui siège au Bundestag jusqu'aux élections fédérales de la fin de l'année.
Le 4 juin 1957, le nouveau ministre-président chrétien-démocrate, Egon Reinert, le nomme ministre de l'Éducation, de l'Enseignement et de la Formation. Il est maintenu dans ses fonctions lors des changements dans la coalition de Reinert, le 26 février 1959.

### Ministre-président de la Sarre

#### Cinq mandats et le record de longévité

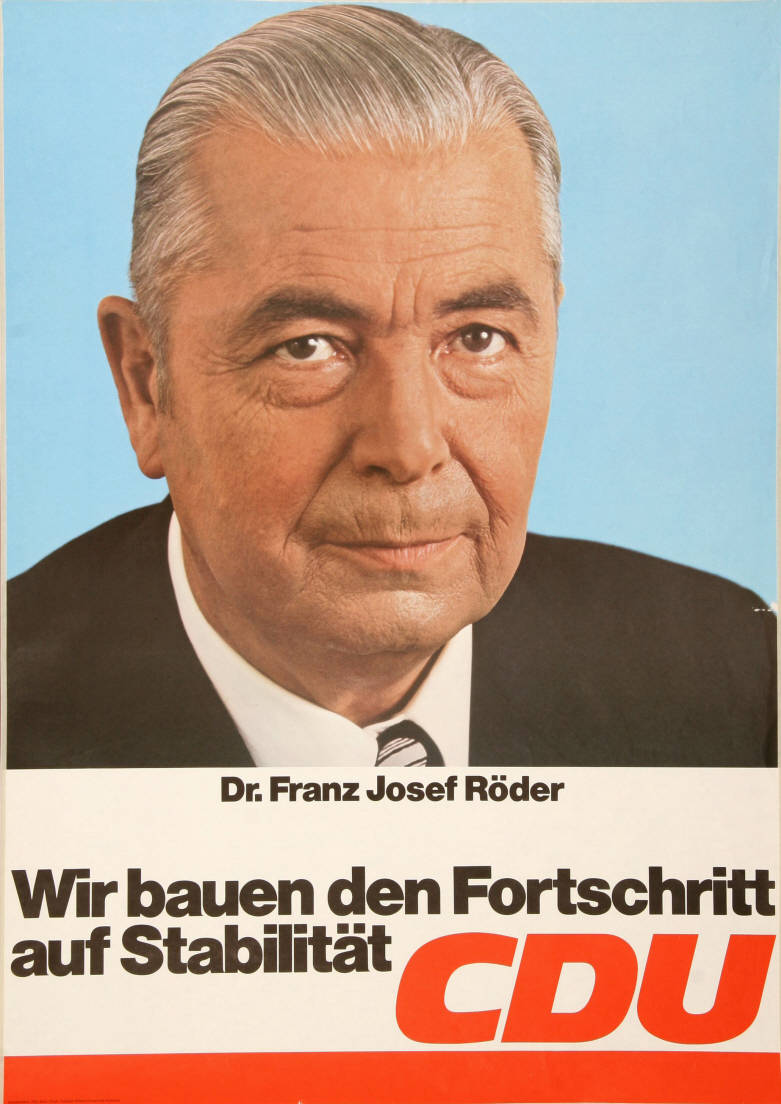
Nous construisons le progrès sur la stabilité : affiche de campagne de Franz-Josef Röder pour les élections fédérales de 1972.

À peine deux mois plus tard, le 23 avril, Reinert se tue dans un accident de la circulation. Franz-Josef Röder, choisi pour lui succéder, est investi, le 30 avril, ministre-président de Sarre. Il reconduit alors la grande coalition entre la CDU, dont il prend la présidence au niveau régional, et le Parti social-démocrate d'Allemagne (SPD), bien que son parti dispose de la majorité absolue au Landtag.
Aux élections régionales du 4 décembre 1960, les chrétiens-démocrates, avec 48 % des voix et 25 sièges sur 50, confirment leur domination sur la Sarre, tout en perdant leur majorité absolue. Röder s'associe alors avec le Parti libéral-démocrate (FDP), qui compte 7 élus, au sein d'une coalition noire-jaune. L'alliance se voit maintenue après le scrutin du 27 juin 1965, au cours duquel la CDU remporte 47,9 % des suffrages et 25 députés.
À l'occasion des élections du 14 juin 1970, les chrétiens-démocrates un score de 48,7 %, le troisième meilleur de leur histoire régionale à l'époque, ce qui leur donne 27 sièges. Le chef du gouvernement met donc fin à sa coalition et gouverne avec la seule CDU. Au scrutin suivant, le 4 mai 1975, la CDU monte à 49,1 % mais recule à 25 élus. Toutefois, il forme, dans un premier temps, un gouvernement uniquement chrétien-démocrate, avant de s'allier, de nouveau, avec le FDP, qui détient 3 députés, à partir du 1er mars 1977. Au cours de cette législature, la Constitution du Land est révisée, afin d'augmenter le nombre de sièges au Landtag à 51 et éviter ainsi la reproduction d'une égalité entre majorité et opposition.

#### Reconversion et modernisation

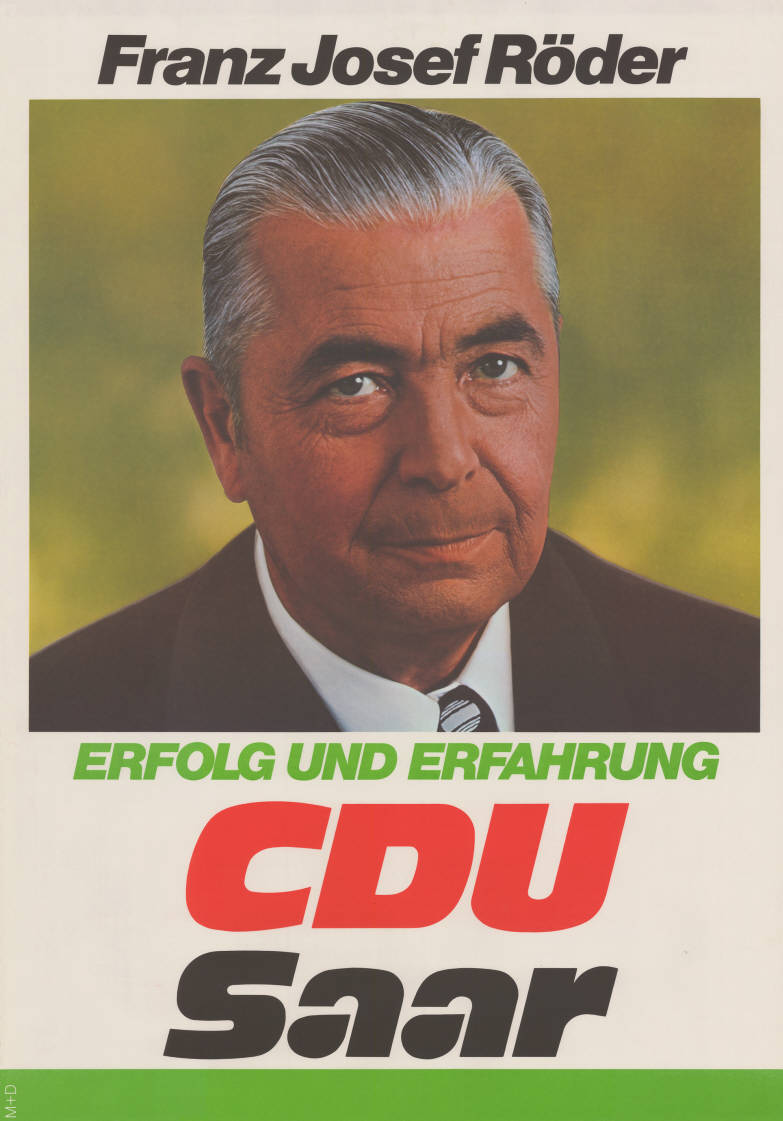
Réussite et expérience : Affiche électorale de Franz-Josef Röder pour les élections régionales de 1975.

Au cours de ses vingt années de pouvoir, il a engagé la reconversion économique du Land, dépendant des houillères alors frappées par la crise du charbon. Cela s'est traduit par la fermeture ou la diversification des activités d'un bon nombre de mines. Sa politique économique faisait en outre une place de choix aux infrastructures, tel le canal de Sarre-Palatinat, et a assuré la modernisation de l'industrie lourde.
Dans le domaine de la politique éducative et culturelle, son action, et celle de son successeur au ministère de l'Éducation, Werner Scherer, est marquée par l'abandon progressif du modèle de l'école confessionnelle. Son gouvernement a en outre mis en œuvre la plus importante réforme administrative territoriale au 1er janvier 1974, qui s'est traduite par la suppression de la centaine de municipalités existantes au profit de cinquante-deux nouvelles, répartis dans cinq nouveaux arrondissements, ainsi que par l'instauration de la communauté urbaine de Sarrebruck.

#### Acteur-clé au niveau fédéral
En sa qualité de chef de gouvernement régional, il a occupé par deux fois la présidence du Conseil fédéral, au cours de la période s'étendant du 1er novembre 1959 au 30 octobre 1960, et celle s'étendant du 1er novembre 1969 au 30 octobre 1970. Bien qu'il ne soit que ministre-président, il a joué un rôle d'importance dans « l'Ostpolitik » de Willy Brandt en faisant basculer la majorité au Conseil fédéral en faveur de la ratification des « traités orientaux ». Il a également participé à la médiation entre Bonn et Varsovie.

#### Retraite brutalement anticipée
Ayant renoncé, en 1973, à la présidence régionale de la CDU, il annonce, le 25 juin 1979, après plus de vingt années passées au pouvoir, soit le record absolu en Sarre et le deuxième plus long mandat consécutif de l'histoire allemande, après Peter Altmeier, qu'il ne sera pas candidat à sa succession lors des élections de 1980. Il ajoute qu'il souhaite voir le député fédéral Werner Zeyer, président de la fédération chrétienne-démocrate dans le Land, être désigné chef de file.
Il meurt dès le lendemain, le libéral Werner Klumpp, ministre de l'Économie, des Transports et de l'Agriculture, exerçant alors l'intérim. Son annonce, la veille, est apparue comme un héritage, et Zeyer est investi ministre-président le 5 juillet suivant.

### Vie privée
Il est marié à Magdalene Spieß, née en 1917 et décédée en 2005.